# Шамшиев, Болотбек Толенович
Болот (Болотбек) Толёнович Шамшиев (кирг. Болот Төлөн уулу Шамшиев; 12 января 1941, Фрунзе — 21 декабря 2019, Бишкек) — советский и киргизский киноактёр, кинорежиссёр, сценарист. Лауреат Государственной премии СССР (1977). Народный артист СССР (1991). Герой Киргизской Республики (2022, посмертно).

## Биография
Родился 12 января 1941 года во Фрунзе (ныне Бишкек, Кыргызстан).
До 1959 года работал помощником звукорежиссёра на Фрунзенской студии художественных и хроникально-документальных фильмов (ныне киностудия «Киргизфильм»).
С 1959 по 1964 год учился на режиссёрском факультете во ВГИКе (мастерская А. Згуриди). Будучи студентом, дебютировал в кино в качестве актёра, сыграв главную роль Кемеля в фильме Ларисы Шепитько «Зной». Дипломная работа — научно-популярный фильм «Манасчы» (1965), посвящена сказителю героического эпоса «Манас» — Саякбаю Каралаеву.
С 1964 по 1990 год — режиссёр-постановщик киностудии «Киргизфильм».
В 1990 году создал и возглавил частную кинокомпанию «Салам-Алик» в Бишкеке.
С 1994 года — председатель организационного комитета культурных и спортивных мероприятий правительства Киргизии. Автор и продюсер проекта тысячемильных скачек по Великому шёлковому пути «Ашхабад — Талес» (1995).
В 1995 году был главным режиссёром театрализованного представления, посвящённого тысячелетнему юбилею эпоса «Манас». Им был смонтирован отснятый материал, в результате получился кинодокумент, в котором предельно ёмко передано содержание объёмного эпоса.

Пятнадцать лет я не снимал фильмы, потому что президент Акаев не хотел, чтобы я работал. Акаев не давал денег не только на кинематограф, но и вообще на культуру, его она не интересовала.
С 4 апреля 1998 по январь 1999 года — директор Государственного агентства по туризму и спорту при правительстве Киргизии. С 1999 по 5 января 2000 года — генеральный консул Киргизии с полномочиями посла в Объединённых Арабских Эмиратах.
В 2008 году был председателем жюри V МКФ военно-патриотического фильма им. С. Ф. Бондарчука «Волоколамский рубеж» (Россия).
Член Союза кинематографистов Киргизской ССР и Союза кинематографистов СССР.
Член КПСС с 1972 года. Депутат Верховного Совета Киргизской ССР (1989—1995).
Умер в Бишкеке 21 декабря 2019 года. Похоронен на Ала-Арчинском кладбище.

### Семья
- Отец — Толён Шамшиев, поэт
- Мать — Авина Шамшиева, врач
- Жёны:
  - Айтурган Темирова, киноактриса
  - Ая-София Шамшиева, экономист
- Дети — дочери Суйютай (1974), Аянна (2013); сыновья Чынгыз (1978), Алинур (2010), Эрназар (2010).

## Звания и награды
- Герой Киргизской Республики (2022, посмертно)[4]
- Заслуженный деятель искусств Киргизской ССР
- Народный артист Киргизской ССР (1975)[5]
- Народный артист СССР (1991)
- Государственная премия СССР (1977) — за фильм «Белый пароход»
- Премия Ленинского комсомола Киргизской ССР (1969) — за фильм «Выстрел на перевале Караш»
- Орден «Знак Почёта»
- Орден Дружбы Народов
- Орден «Манас» 3-й степени (1997)
- Орден «Манас» 2-й степени (2006)
- Медаль «За доблестный труд. В ознаменование 100-летия со дня рождения В. И. Ленина»
- Памятная золотая медаль «Манас-1000» (1995)[6]
- Почётная Грамота Верховного совета Киргизской ССР
- Смотр-конкурс кинематографистов республик Средней Азии и Казахстана (Диплом за творчески интересный актёрский дебют, фильм «Зной», Душанбе, 1963)
- ВКФ (Вторая премия по разделу научно-популярных фильмов, фильм «Манасчи», Киев, 1966)
- МКФ в Мангейме (Вторая премия в категории страноведческой и этнографической документации, фильм «Чабан», 1966)
- МКФ короткометражного кино в Оберхаузене (Главный приз, фильм «Манасчи», 1966)
- Смотр-конкурс кинематографистов республик Средней Азии и Казахстана (Главный приз «Горный хрусталь» по разделу документальных фильмов, фильм «Чабан», 1967)
- ВКФ (Первый приз по разделу хроникально-документальных фильмов, фильм «Чабан», Ленинград, 1968)
- Смотр-конкурс кинематографистов республик Средней Азии и Казахстана (Главный приз «Горный орел» и Диплом I степени, фильм «Выстрел на перевале Караш», Алма-Ата, 1969)
- ВКФ (Вторая премия, фильм «Выстрел на перевале Караш», Минск, 1970)
- МКФ фильмов о правах человека в Страсбург (Специальная премия, фильм «Алые маки Иссык-Куля», 1972)
- МКФ в Сорренто (Специальный приз «Серебряная сирена», фильм «Алые маки Иссык-Куля», 1972)
- ВКФ (Большой приз творческому коллективу, фильм «Белый пароход», Фрунзе, 1976)
- МКФ в Карловых Варах (Приз ЦК Союза чехословацко-советской дружбы, фильм «Белый пароход», 1976)
- МКФ «Человек и горы» в Тренто (Гран-при «Золотой Эдельвейс», фильм «Белый пароход», 1977)
- МКФ в Авеллино (Приз «Серебряная лачена», фильм «Белый пароход», 1977)
- ВКФ (Приз «За яркое изображение на экране проблем современного села», фильм «Среди людей», Ашхабад, 1979)
- ВКФ (Главный приз за лучший художественный фильм, фильм «Ранние журавли», Душанбе, 1980)
- МКФ стран Азии и Африки и Латинской Америки в Ташкенте (Приз журнала «Звезда Востока», фильм «Ранние журавли», 1980)
- ВКФ (Диплом и Приз оргкомитета, фильм «Волчья яма», Киев, 1984)
- V МКФ стран СНГ и Балтии «Новое кино. XXI век» (Специальная награда «За вклад в мировое киноискусство», Москва, 2008)
- Почётный орден за особый вклад в развитие кок-бору (2014)[7].

## Фильмография

### Актёрские работы
- 1963 — Зной — Кемель, молодой целинник

### Режиссёрские работы
- 1965 — «Манасчи» (короткометражный, о киргизском рапсоде XX века Саякбайе Каралаеве)
- 1966 — «Чабан» (документальный, о чабане Рахматалы Сартбаеве, Герое Социалистического Труда)
- 1968 — «Выстрел на перевале Караш»
- 1971 — «Алые маки Иссык-Куля»
- 1974 — «Эхо любви» (телефильм)
- 1975 — «Белый пароход»
- 1978 — «Среди людей» (совместно с А. Суюндуковым)
- 1979 — «Ранние журавли»
- 1983 — «Волчья яма»
- 1985 — «Снайперы»
- 1988 — «Восхождение на Фудзияму»

### Сценарные работы
- 1968 — «Выстрел на перевале Караш» (совместно с А. Тарази и А. Ашимовым)
- 1975 — «Белый пароход» (совместно с Ч. Айтматовым)
- 1978 — «Среди людей» (совместно с Т. Ибрагимовым)
- 1979 — «Ранние журавли» (совместно с Ч. Айтматовым)
- 1983 — «Волчья яма» (совместно с Е. Абишевым и В. Быковым)
- 1985 — «Снайперы» (при участии С. Аскарова)
- 1988 — «Восхождение на Фудзияму» (совместно с Ч. Айтматовым и К. Мухамеджановым)